# Mayly Sánchez
Mayly Sánchez (Caracas, Venezuela, c. 1972) es una física de partículas que trabaja para la Universidad Estatal de Iowa, en Estados Unidos. En 2012, tras ser postulada por la Fundación Nacional de Ciencias de Estados Unidos, fue galardonada con el Premio Presidencial de Carrera Temprana para Científicos e Ingenieros, el mayor honor dado por ese país a científicos que están en las etapas más tempranas de sus carreras como investigadores. En 2013 fue nombrada por la BBC como una de las diez mujeres más importantes de la ciencia en América Latina.

## Biografía
Mayly Sánchez nació en Caracas, Venezuela. A los 13 años se mudó con su familia a la ciudad de Mérida, Venezuela. Asistió al bachillerato en el Colegio Fátima y continuó sus estudios universitarios en la Universidad de Los Andes (ULA) en esa misma ciudad, licenciándose en física en 1995. Ganó una beca para realizar un diplomado en el Centro Internacional para la  Física teórica en Trieste, Italia. Obtiene su diploma en física de altas energías al año siguiente, ese mismo año comienza sus estudios de postgrado en la Universidad de Tufts, cerca de Boston, EE UU. Obtiene el título de M.Sc. de física en el año 1998 y se le otorga el título de Ph.D. en física en el año 2003.
A partir de ese año y hasta el 2007, Sánchez se desempeñó como investigadora de posdoctorado en la Universidad de Harvard hasta el año 2007, cuando es contratada como físico asistente del Laboratorio Nacional de Argonne, dependencia del Departamento de Energía de EE. UU.. En 2009 se unió a la facultad de la Universidad Estadal de Iowa como profesora Asistente y luego, en 2013 como profesora Asociada, cargo que aún mantiene junto a su trabajo en conjunto con el Laboratorio Nacional de Argonne. Sus investigaciones son parte de los experimentos Deep Underground Neutrino Experiment (DUNE por sus siglas en inglés) y NuMI Off-Axis ve Appearance (NOvA por sus siglas en inglés) el cual colidera. Así mismo, se desempeña como vocera del experimento Accelerator Neutrino Neutron Interaction Experiment (ANNIE).
En el año 2012, la presidencia de los EE. UU. anunció que Sánchez era una de las ganadoras del premio PECASE, máximo galardón otorgado por los EE. UU. a científicos en el comienzo de sus carreras. En 2013 fue nombrada por la BBC como una de las diez mujeres científicas más influyentes de América Latina.

## Premios y honores
- 2016 Premio al Profesorado de la Fundación Familia Cassling.
- 2012 Premio Presidencial de Carrera Temprana para Científicos e Ingenieros (PECASE), otorgado por la Presidencia de los Estados Unidos.
- 2012 Reconocimiento Oficial de la Oficina del Gobernador del Estado de Iowa
- 2012 Premio por Logros Tempranos en Investigación por la Universidad de Iowa
- 2011 Premio a la Carrera por la Fundación Nacional de Ciencias
- 2009 Premio al Logro Técnico Sobresaliente de la Corporación Nacional de los Premios a los Logros de los Ingenieros Hispanos (HENAAC)

## Obra

### Algunas publicaciones
- Electron Neutrino and Anti-Neutrino Appearance in the Full MINOS data sample, Minos Collaboration (with P. Adamson et. al.), aceptado para Phys. Rev. Lett (2013).
- Improved Measurement of Muon Antineutrino Disappearance in MINOS, Minos Collaboration (with P. Adamson et. al.), Phys. Rev. Lett. 108, 191801 (2012).
- Improved Search for Muon-neutrino to Electron-neutrino Oscillations in MINOS, Minos Collaboration (with P. Adamson et. al.), Phys. Rev. Lett. 107, 181802 (2011).
- Measurement of the Neutrino Mass Splitting and Flavor Mixing by MINOS, Minos Collaboration (with P. Adamson et. al.), Phys. Rev. Lett. 106, 181801 (2011).
- Search for Muon-neutrino to Electron-neutrino Transitions in MINOS, Minos Collaboration (with P. Adamson et. al.) Phys. Rev. Lett. 103, 261802 (2009).
- Observation of Muon Neutrino Disappearance with the MINOS Detectors and the NuMI Neutrino Beam, Minos Collaboration (with D.G. Michael et. al.) Phys. Rev. Lett. 97, 191801 (2006).
- Observation of Atmospheric Neutrino Oscillations in Soudan 2, Soudan 2 Collaboration (M. Sanchez et al.) Phys. Rev. D 68, 113004 (2003).
- The Atmospheric Neutrino Flavor Ratio from a 3.9 Fiducial Kiloton-Year Exposure of Soudan 2, Soudan-2 Collaboration (with W.W.M. Allison et al.) Phys. Lett. B449: 137-144, (1999).